# Вељко Петрановић
Вељко Петрановић (Дрниш, 24. август 1959) бивши је југословенски кошаркаш.

## Клупска каријера
Петрановић је рођен 24. августа 1959. године. Каријеру је почео у родном Дрнишу. Играо је на позицији крилног центра. Петрановић је током кошаркашке каријере која је трајала до његове 51. године играо за многе клубове. За словеначку Пивку из Постојне је на једном мечу 2003. дао 100 поена. Најпознатији је био као члан екипе Задра са којом је 1986. године постао шампион Југославије изненадивши фаворизовану Цибону, која је тада била првак Европе. У сезони 1986/87. је играо у Купу европских шампиона, у којем су на крају освојили четврто место. Поред Петрановића играли су тада Стојко Вранковић, Аријан Комазец, Петар Поповић, Анте Матуловић, Ивица Обад, Стипе Шарлија, Бранко Скроче, Дарко Пахлић, Драженко Блажевић, а тренирао их је Владе Ђуровић. У Словенији је са тимом Хопси Ползела играо УЛЕБ куп и чак једном победио Смелт Олимпију у финалу словеначког купа. Осим по кошевима са полудистанце, остао је упамћен и по томе што је на једном мечу против Цибоне изнервиран одлукама судија публици показао голу задњицу.

## Репрезентација
Наступао је за репрезентацију Југославије. Са југословенском репрезентацијом освојио је бронзану медаљу на Светском првенству 1986. године у Шпанији.

## Клупски трофеји
- Првенство Југославије (1): 1986.
- Куп Словеније (1): 1996.